# Бурзешти (Алба)
Бурзешти (рум. Burzești) насеље је у Румунији у округу Алба у општини Ваду Моцилор. Општина се налази на надморској висини од 689 m.

## Становништво
Према подацима из 2002. године у насељу је живело 43 становника, од којих су сви румунске националности.